# Gorica Skradska
Gorica Skradska je naselje u Hrvatskoj u sastavu općine Skrada. Nalazi se u Primorsko-goranskoj županiji.

## Zemljopis
Zapadno-sjeverozapadno je Zakrajc Brodski, sjeverozapadno je Raskrižje, sjeveroistočno su Trški Lazi i Rasohe, istočno-sjeveroistočno je Bukovac Podvrški, jugoistočno je Tusti Vrh, južno-jugozapadno je Pucak, južno-jugoistočno je Planina Skradska, jugozapadno je Donji Ložac.

## Stanovništvo
| broj stanovnika | 44    | 30    | 39    | 43    | 46    | 50    | 28    | 28    | 30    | 27    | 24    | 21    | 9     | 9     | 4     | 3     | 2     |
|                 | 1857. | 1869. | 1880. | 1890. | 1900. | 1910. | 1921. | 1931. | 1948. | 1953. | 1961. | 1971. | 1981. | 1991. | 2001. | 2011. | 2021. |